# Perissandria argillacea
Perissandria argillacea is een vlinder uit de familie van de uilen (Noctuidae). De soort is voor het eerst wetenschappelijk beschreven door Sergej Nikolajevitsj Alferaki in een publicatie uit 1892.